# Лост-Рівер (Айдахо)
Лост-Рівер (англ. Lost River) — місто в окрузі Кастер, штат Айдахо, США. Згідно з переписом 2010 року населення становило 68 осіб, що на 42 особи більше, ніж 2000 року.

## Географія
Лост-Рівер розташований за координатами 43°41′20″ пн. ш. 113°37′54″ зх. д. / 43.68889° пн. ш. 113.63167° зх. д. (43.688775, -113.631614).  За даними Бюро перепису населення США в 2010 році місто мало площу 22,54 км², з яких 22,52 км² — суходіл та 0,02 км² — водойми.

## Демографія

### Перепис 2010 року
За даними перепису 2010 року, у місті проживало 68 осіб у 15 домогосподарствах у складі 11 родин. Густота населення становила 3,0 ос./км². Було 30 помешкань, середня густота яких становила 1,4/км². Расовий склад міста: 95,6 % білих, 2,9 % афроамериканців і 1,5 % людей, які зараховують себе до двох або більше рас. Іспанці та латиноамериканці незалежно від раси становили 11,8 % населення.
Із 15 домогосподарств 33,3 % мали дітей віком до 18 років, які жили з батьками; 73,3 % були подружжями, які жили разом; and 26,7 % не були родинами. 13,3 % домогосподарств складалися з однієї особи, у тому числі 6,7 % віком 65 і більше років. У середньому на домогосподарство припадало 4,53 мешканця, а середній розмір родини становив 3,36 особи.
Середній вік жителів міста становив 47,5 року. Із них 11,8 % були віком до 18 років; 7,4 % — від 18 до 24; 23,5 % від 25 до 44; 47,1 % від 45 до 64 і 10,3 % — 65 років або старші. Статевий склад населення: 63,2 % — чоловіки і 36,8 % — жінки.
Середній дохід на одне домашнє господарство  становив N доларів США (медіана — -), а середній дохід на одну сім'ю — N доларів (медіана — -). За межею бідності перебувало 0,0 % осіб, у тому числі - % дітей у віці до 18 років та 0,0 % осіб у віці 65 років та старших.
Цивільне працевлаштоване населення становило 4 особи. Основні галузі зайнятості: освіта, охорона здоров'я та соціальна допомога — 100,0 %.

### Перепис 2000 року
За даними перепису 2000 року, у місті проживало 26 осіб у 8 домогосподарствах у складі 6 родин. Густота населення становила 1,2 ос./км². Було 15 помешкань, середня густота яких становила 0,7/км². Расовий склад міста: 84,62 % білих, 11,54 % інших рас і 3,85 % людей, які зараховують себе до двох або більше рас. Іспанці та латиноамериканці незалежно від раси становили 30,77 % населення.
Із 8 домогосподарств 50,0 % мали дітей віком до 18 років, які жили з батьками; 75,0 % були подружжями, які жили разом; and 25,0 % не були родинами. 12,5 % домогосподарств складалися з однієї особи, у тому числі жодного віком 65 і більше років. У середньому на домогосподарство припадало 3,25 мешканця, а середній розмір родини становив 3,83 особи.
Віковий склад населення: 38,5 % віком до 18 років, 7,7 % від 18 до 24, 34,6 % від 25 до 44, 11,5 % від 45 до 64 і 7,7 % років і старші. Середній вік жителів — 28 років. Статевий склад населення: 53,8 % — чоловіки і 46,2 % — жінки.
Середній дохід домогосподарств у місті становив $31 667, родин — $66 250. Середній дохід чоловіків становив $29 167 проти $21 250 у жінок. Дохід на душу населення в місті був $14 534. 6,9 % населення перебували за межею бідності, включаючи жодного до 18 років і жодного від 65 і старших.